# نادي فيتشينزا
نادي كالتشيو فينيزيا الرياضي (بالإيطالية: Vicenza Calcio)‏ نادي كرة قدم إيطالي تأسس في عام 1907.
لم يفز النادي بالكثير من الألقاب، لكنه فاز بلقب كأس إيطاليا في عام 1997. أنجب نادي فيتشينزا الكثير من اللاعبن المعروفين أمثال ماسيمو أمبروزيني، فرانشيسكو كوكو، لوكا توني، كريستيان ماجيو، باولو روسي، ألساندرو بيستوني، دومينيكو دي كارلو، عثمان دابو، روبرتو باجيو.

## وصلات خارجية
- الموقع الرسمي